# Adelpha basiloides
Adelpha basiloides is een vlinder uit de onderfamilie Limenitidinae van de familie Nymphalidae. De wetenschappelijke naam van de soort werd als Heterochroa basiloides in 1865 gepubliceerd door Henry Walter Bates.